# Marathon Zeeland
Marathon van Zeeland (ook wel Zeeuwse Kustmarathon genoemd) is een marathon gehouden in de provincie Zeeland. De wedstrijd wordt gehouden in de maand oktober en de eerste editie vond plaats in 2003. Organisator van de eerste edities was Lein Lievense uit Zoutelande, die in januari 2019 overleed.
De marathon van Zeeland noemt zich de mooiste en zwaarste marathon van Nederland en voert over een deels onverhard parcours langs de Zeeuwse kust door bos, over dijk, strand en duin. De start is in Burgh-Haamstede en de finish in Zoutelande.
Naast de hardloopwedstrijd vindt er in hetzelfde weekend ook een Wandelmarathon, een Trailrun (15 kilometer), een Ladiesrun (5 en 10 kilometer), een Light Kustrun (zowel hardlopen en wandelen), een MTB-toertocht en een Minimarathon op (deels) hetzelfde parcours plaats.

## Statistiek

### Parcoursrecords
- Mannen: 2:29.52 - Hamid El Mouaziz  Marokko (2015)
- Vrouwen: 2:50.15 - Samantha Luitwieler  Nederland (2019)

### Top 10 finishtijden
Met een gemiddelde tijd van 2:33.15,3 van de snelste tien finishtijden ooit gelopen bij deze wedstrijd behoort dit evenement (vanwege het zware en grotendeels onverharde parcours) tot de langzamere marathons van Nederland. Zie ook Lijst van snelste marathonsteden.
| Rang | Naam                   | Land | Tijd    | Jaar | Plaats |
| ---- | ---------------------- | ---- | ------- | ---- | ------ |
| 1    | Hamid El Mouaziz       | MAR  | 2:29.52 | 2015 | 1      |
| 2    | Hicham El Barouki      | MAR  | 2:29.55 | 2012 | 1      |
| 3    | Mohamed Oumaarir       | MAR  | 2:31.52 | 2015 | 2      |
| 4    | Hamid El Mouaziz       | MAR  | 2:32.58 | 2014 | 1      |
| 5    | Tim Pleijte            | NED  | 2:33.13 | 2019 | 1      |
| 6    | Sébastien Schletterer  | NED  | 2:33.36 | 2014 | 2      |
| 7    | Noureddine Athamna     | ALG  | 2:33.50 | 2010 | 1      |
| 8    | Willem Van Schuerbeeck | BEL  | 2:34.15 | 2018 | 1      |
| 9    | Erwin Adan             | NED  | 2:34.41 | 2019 | 2      |
| 9    | Noureddine Athamna     | ALG  | 2:34.45 | 2012 | 2      |
| 10   | Sébastien Schletterer  | NED  | 2:35.16 | 2010 | 2      |

(bijgewerkt t/m 2022)

### Winnaars
| Editie | Jaar           | Snelste man            | Land      | Tijd    | Snelste vrouw          | Land      | Tijd    | Uitslagen            |
| ------ | -------------- | ---------------------- | --------- | ------- | ---------------------- | --------- | ------- | -------------------- |
| 1      | 4 oktober 2003 | Pieter Heggen          | Nederland | 2:55.57 | Edith Gerards          | Nederland | 3:33.44 | Uitslagen[dode link] |
| 2      | 2 oktober 2004 | Sébastien Schletterer  | Nederland | 2:46.50 | Marlies Jongerius      | Nederland | 3:03.14 | Uitslagen            |
| 3      | 1 oktober 2005 | Jan van der Marel      | Nederland | 2:48.03 | Martine Lust           | Nederland | 3:34.38 | Uitslagen[dode link] |
| 4      | 7 oktober 2006 | Jan van der Marel      | Nederland | 2:51.40 | Martine Lust           | Nederland | 3:27.29 | Uitslagen[dode link] |
| 5      | 6 oktober 2007 | Jan van der Marel      | Nederland | 2:40.25 | Petra Knops            | Nederland | 3:28.23 | Uitslagen            |
| 6      | 4 oktober 2008 | Sébastien Schletterer  | Nederland | 2:46.57 | Irma Heeren            | Nederland | 3:10.52 | Uitslagen            |
| 7      | 3 oktober 2009 | Sébastien Schletterer  | Nederland | 2:55.39 | Leonie Ton             | Nederland | 3:44.28 | Uitslagen            |
| 8      | 2 oktober 2010 | Noureddine Athamna     | Algerije  | 2:33.50 | Ilonka van den Hengel  | Nederland | 3:13.33 | Uitslagen            |
| 9      | 1 oktober 2011 | Rik Wolswinkel         | Nederland | 2:50.10 | Ilonka van den Hengel  | Nederland | 3:16.38 | Uitslagen            |
| 10     | 7 oktober 2012 | Hicham El Barouki      | Marokko   | 2:29.55 | Marlies Jongerius-Kort | Nederland | 3:01.38 | Uitslagen            |
| 11     | 5 oktober 2013 | Huub van Noorden       | Nederland | 2:40.52 | Anjolie Engels         | Nederland | 3:11.34 | Uitslagen            |
| 12     | 4 oktober 2014 | Hamid El Mouaziz       | Marokko   | 2:32.58 | Agnes Schipper         | Nederland | 3:07.29 | Uitslagen            |
| 13     | 3 oktober 2015 | Hamid El Mouaziz       | Marokko   | 2:29.52 | Miriam van Reijen      | Nederland | 2:55.31 | Uitslagen            |
| 14     | 1 oktober 2016 | Tim Pleijte            | Nederland | 2:36.14 | Radka Churanova        | Tsjechië  | 3:05.32 | Uitslagen            |
| 15     | 7 oktober 2017 | Maciek Miereczko       | Duitsland | 2:43.48 | Melanie Spruyt         | Nederland | 3:17.19 | Uitslagen            |
| 16     | 6 oktober 2018 | Willem Van Schuerbeeck | België    | 2:34.15 | Liselotte van den Berg | Nederland | 3:00.38 | Uitslagen            |
| 17     | 5 oktober 2019 | Tim Pleijte            | Nederland | 2:33.13 | Samantha Luitwieler    | Nederland | 2:50.11 | Uitslagen[dode link] |
| 18     | 2 oktober 2021 | Tim Pleijte            | Nederland | 2:44.57 | Samantha Luitwieler    | Nederland | 2:56.28 | Uitslagen            |
| 19     | 1 oktober 2022 | Danny Huibregtse       | Nederland | 2:46.51 | Jana Kappenberg        | Duitsland | 3:08.12 | Uitslagen            |
| 20     | 7 oktober 2023 | Thijs Schrama          | Nederland | 2:46.15 | Sanne Mooldijk         | Nederland | 3:07.16 | Uitslagen            |
| 21     | 5 oktober 2024 | Mohamed El Morabity    | Marokko   | 2:39.08 | Marijke de Visser      | Nederland | 2:58.58 | Uitslagen            |